# Wilfried Bos
Wilfried Bos (* 1953) ist ein deutscher Erziehungswissenschaftler und Hochschullehrer. Er nahm an den Schulleistungserhebungen wie TIMSS führend teil.
Bos wuchs in Haltern auf und absolvierte dort die Handelsschule. Er studierte 1972–1975 Sozialpädagogik an der Fachhochschule Münster, 1978–1985 Erziehungswissenschaft mit den Nebenfächern Soziologie, Psychologie und der Völkerkunde mit den Nebenfächern Volkskunde und Sinologie an der Westfälischen Wilhelms-Universität Münster. Dann wurde er Lehrer für Deutsch als zweite Fremdsprache an der National Taiwan Normal University und Stipendiat des Deutschen Akademischen Austauschdienstes an der National Taiwan Normal University und National Taiwan University in Taipei. 1988 folgte die Promotion zum Dr. phil. in Münster. 1989 wurde er 1995 Hochschulassistent für Vergleichende Erziehungswissenschaft an der Universität Hamburg, wo er sich 1995 im Fach Vergleichende Erziehungswissenschaft habilitierte. 1997–1998 arbeitete er am Max-Planck-Institut für Bildungsforschung in Berlin in der Projektleitung TIMSS/III. 1999 lehrt er als Hochschuldozent für Qualitative Forschungsmethoden an der Pädagogischen Hochschule Erfurt, 1999 als Professor für Schulmanagement und Evaluation am Institut für Schulentwicklungsforschung an der Universität Dortmund und 2000–2005 als Professor für Quantitative Methoden und Internationale Bildungsforschung im Fachbereich Erziehungswissenschaft der Universität Hamburg, schließlich 2005 bis 2014 als Professor für Bildungsforschung und Qualitätssicherung an der Universität Dortmund. 
Auf den emeritierten Gründungsdirektor im Institut für Schulentwicklungsforschung Hans-Günter Rolff folgte im Jahr 2005 Wilfried Bos als neuer leitender Direktor bis 2014, der seit März 2019 endgültig im Ruhestand ist.

## Schriften
- mit Jürgen Baumert/ Rainer Watermann. TIMSS-III : Schülerleistungen in Mathematik und den Naturwissenschaften am Ende der Sekundarstufe II im internationalen Vergleich. Zusammenfassung deskriptiver Ergebnisse. Max-Planck-Institut für Bildungsforschung, 1998
- Birgit Eickelmann, Ramona Lorenz, Mario Vennemann, Julia Gerick, Wilfried Bos: Grundschule in der digitalen Gesellschaft: Befunde aus den Schulleistungsstudien IGLU und TIMSS 2011. Waxmann Verlag, 2014, ISBN 978-3-8309-8020-9 (google.de [abgerufen am 29. April 2020]).
- Knut Schwippert, Martin Bonsen, Nils Berkemeyer: Schul- und Bildungsforschung: Diskussionen, Befunde und Perspektiven. Festschrift für Wilfried Bos. Waxmann Verlag, 2013, ISBN 978-3-8309-7903-6 (google.de [abgerufen am 29. April 2020]).

## Einzelbelege
1. ↑  Aktuelles - Institut für Schulentwicklungsforschung - Fakultät 12 - TU Dortmund. Abgerufen am 29. April 2020.

| Personendaten    | Personendaten                                           |
| ---------------- | ------------------------------------------------------- |
| NAME             | Bos, Wilfried                                           |
| KURZBESCHREIBUNG | deutscher Erziehungswissenschaftler und Hochschullehrer |
| GEBURTSDATUM     | 1953                                                    |
| GEBURTSORT       | Haltern am See                                          |